# Comitetul antifascist evreiesc
Comitetul antifascist evreiesc (în limba rusă: Еврейский антифашистский комитет, ЕАК) a fost o organizație publică evreiască fondată la Kuibâșev în aprilie 1942 din inițiativa autorităților sovietice, inclusiv a NKVD, sub aripa Biroului sovietic de informații Sovinformbiro și care a avut misiunea propagandistică de a influența opinia publică internațională și mai ales cea evreiască din America, Marea Britanie și din alte părți ale lumii pentru a ajuta politic și material lupta Uniunii Sovietice contra Germaniei naziste.
Comitetul creat trebuia să înlocuiască „Comitetul Internațional Antihitlerist Evreiesc” pe care il proiectaseră în anii 1939-1941 liderii bundiști Henrih Erlich și Viktor Alter, care între timp au fost rearestați și au căzut victimă represiunii staliniste. 
Dat fiind pericolul fără precedent pe care îl reprezentau regimul lui Hitler și expansiunea lui pentru evrei și pentru populația din Uniunea Sovietică, Comitetul Antifascist Evreiesc a cooptat reprezentanți ai intelectualității evreiești locale care s-au angajat cu convingere și entuziasm să ajute efortul de război al patriei contra Germaniei naziste.

## Acțiuni
Solomon Mihoels, renumitul actor și director al Teatrului evreiesc de stat din Moscova a fost numit președintele C.A.E. Comitetul a editat și un ziar în limba idiș, numit Einikeit („Unitate”). 
CAE a difuzat materiale de propagandă prosovietică în afara țării, străduindu-se să dezmintă existența antisemitismului în Uniunea Sovietică. În 1943 autoritățile sovietice au permis primilor reprezentanți oficiali ai evreimii sovietice, Mihoels și Ițik Feffer, să efectueze un turneu de șapte luni în SUA, Canada, Mexic și Marea Britanie. În SUA au fost întâmpinați de un comitetul național de recepție prezidat de Albert Einstein și avându-i printre membri pe B.Z. Goldberg, ginerele lui Șalom Aleihem, ca și de reprezentanți ai organizației filantropice evreiești Joint. Cel mai mare miting prosovietic ținut vreodată în Statele Unite a fost organizat cu acest prilej la 8 iulie 1943 la Polo Grounds, unde 50.000 de oameni au ascultat cuvintele lui  Mihoels, Fefer, Fiorello La Guardia, Sholem Asch și ale președintelui Congresului Mondial Evreiesc, rabinul Stephen Wise. Printre alții, delegația evreilor sovietici s-au întâlnit cu Haim Weizmann, Charlie Chaplin, Marc Chagall, Paul Robeson și Lion Feuchtwanger. 
În afară de fonduri colectate pentru sprijinirea efortului sovietic de război – 16 milioane de dolari în SUA, 15 milioane în Canada și 1 milion în Mexic, 750 de mii în Palestina mandatară – au mai fost adunate și alte ajutoare: mașini unelte, echipamente medicale, medicamente, ambulanțe și îmbrăcăminte. La 16 iulie 1943, ziarul Pravda scria: „Mihoels și Feffer au primit un mesaj din Chicago, conform căruia Conferința specială a Joint-ului a inițiat o campanie de finanțare a 100 de ambulanțe necesare Armatei Roșii.” Această vizită a reamintit publicului american necesitatea ca și armata SUA să se alăture în mod direct războiului pe continentul european.

## Prigoana

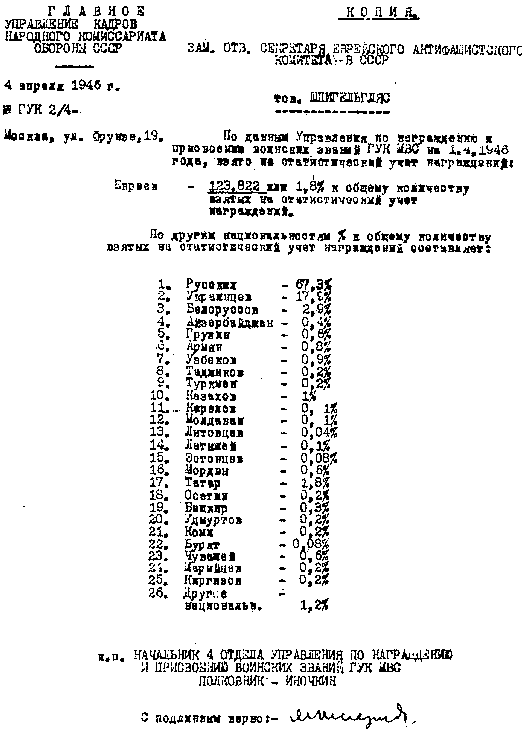
1946. Răspunsul oficial al serviciului de cadre al Ministerului Apărării al URSS în 1946 la întrebarea reprezentanților Comitetului Antifascist Evreiesc despre statistica participării soldaților evrei la Marele Război pentru Apărarea patriei (1,8% din numărul total). Anumiți antisemiți au încercat să-i acuze pe evrei de lipsă de patriotism și de sustragerea de la efectuarea serviciului militar.

Către sfârșitul războiului și imediat după aceea, C.A.F s-a ocupat și de strângerea de documente cu privire la Holocaust. Această acțiune contravenea politicii oficiale sovietice de a prezenta crimele de război mai degrabă ca atrocități naziste împotriva tuturor cetățenilor sovietici, fără să se recunoască genocidul îndreptat în mod particular împotriva evreilor. 
Unii dintre membrii comitetului erau sprijinitori entuziaști ai înființării și a cauzei Statului Israel, înființat în 1948,lucru cu totul neagreat de Stalin și conducerea sovetică, în ciuda unei perioade scurte în care Uniunea Sovietică a favorizat crearea și apărarea statului evreiesc în fosta Palestină mandatară. Odată cu izbucnirea Războiului rece Legăturile internaționale ale evreilor sovietici, în special cu coreligionarii din SUA și alte țări occidentale, au ajuns, până la urmă, să-i facă vulnerabili la acuzațiile de trădare. 
Contactele cu diferitele organizații evreiești americane au cuprins ;i un proiect de publicare a unei Cărți negre, simultan în SUA și în URSS, aducând dovezi cu privire la Holocaust și la participarea evreilor la mișcarea de rezistență contra nazismului. Cartea neagră a fost publicată la New York în 1946, dar ediția rusă nu a mai apărut. Matrițele au fost distruse în 1948, când situația politică a evreilor sovietici s-a deteriorat. 
La începutul anului 1945 poetului idiș Pereț Markiș, membru al Comitetului, i s-a interzis să-și mai publice operele.
La 12 ianuarie 1946 ministrul Securității statului, Viktor Abakumov a trimis Comitetului Central al Partidului Comunist o notă intitulată „Asupra tendințelor naționaliste ale Comitetului antifascist evreiesc”. După încheierea votului la ONU din 29 noiembrie 1947 asupra împărțirii Palestinei, primit cu entuziasm de către mulți evrei în lume, Abakumov a primit mână liberă pentru a trece la lichidarea Comitetului.

În ianuarie 1948, Mihoels a fost ucis într-un accident de circulație,înscenat la Minsk. În noiembrie 1948, autoritățile sovietice au lansat o campanie de lichidare a ceea ce mai rămăsese din cultura evreilor. Membrii Comitetului evreiesc antifascist au fost arestați. Ei au fost acuzați de lipsă de loialitate față de URSS, de naționalism burghez, cosmopolitism și de plănuirea proclamării unei „republici evreiești” în Crimeea, republică care ar fi urmat să se pună în slujba intereselor Statelor Unite ale Americii. 
În ianuarie 1949, mass media sovietică a lansat o campanie propagandistică masivă împotriva „cosmopoliților fără țară”, prin care erau vizați, fără nici o posibilitate de confuzie, evreii. Markiș a remarcat în acele timpuri că: „Hitler a dorit să ne distrugă fizic. Stalin vrea să ne distrugă spiritual.” La 12 august 1952, cel puțin 13 scriitori evrei importanți de limbă idiș au fost executați în ceea ce a fost cunoscut ca „Noaptea poeților asasinați” ("Ночь казненных поэтов").

## Lista celor mai importanți membri ai „Comitetului antifascist evreiesc”
Numărul de membri ai CAF a fluctuat de-a lungul timpului. Conform celor spuse de Alexandr Soljenițîn, (200 de ani împreună), se pare că a fost vorba de maximum 70 de membri. 
- Solomon Mihoels (președinte), actor și director al Teatrului evreiesc de stat din Moscova;
- Solomon Lozovski (secretar), un fost adjunct al ministrului afacerilor externe, șef al „Sovinformbiro”
- Șakne Epștein (secretar și redactor șef al ziarului Einikeit);
- Ițik Feffer, poet;
- Ilya Ehrenburg, scriitor și activist pentru apărarea păcii;
- Solomon Bregman, adjunct al ministrului controlului de stat;
- Aaron Katz, general, profesor la Academia Militară Stalin;
- Boris Șimeliovici, chirurgul șef al Armatei Roșii și directorul spitalului Botkin;
- Iosif Iuzefovici, istoric;
- Leib Kvitko, poet;
- Pereț Markiș, poet;
- David Berghelson, scriitor;
- David Hoffstein, poet;
- Veniamin Zuskin, actor;
- Ilya Vatenberg, redactor șef;
- Emilia Teumim, redactor șef;
- Leon Talmi, ziarist și traducător;
- Haike Vatenberg-Ostrowskaia, traducătoare;
- Lina Ștern, om de știință.